# Бійовська Наталя
Бійовська Наталя (псевдо Надія, Надя; 1923, Коломия, Івано-Франківська область — 26 березня 1947, Новоселиця, Снятинський район, Івано-Франківська область) — учасниця національно-визвольної боротьби (ОУН, УПА). Лицарка Бронзового хреста заслуги.

## Життєпис
Членкиня ОУН. Субреферентка пропаганди Городенківського надрайонного проводу ОУН (?-03.1947). 
Загинула у криївці: розірвалася гранатою, щоб живою не потрапити в руки ворога. 
Відзначена Бронзовим хрестом заслуги (2.09.1948).